# Magnalium
Le magnalium est un alliage de 50 % d'aluminium et de 50 % de magnésium (pourcentages de la masse du produit fini) qui sert surtout en pyrotechnie. Il est utilisé, soit en poudre fine pour fabriquer de la poudre flash, soit en poudre à grains plus gros pour produire des étincelles dans les fontaines et les fusées.
Il est aussi utilisé dans la conception d'alliage pour les smartphones[réf. nécessaire].